# Herol Graham
Herol Graham (* 13. Mai 1959 in Nottingham, England) ist ein ehemaliger britischer Boxer.

## Amateur
1976 wurde der Rechtsausleger  Juniorenweltmeister im Weltergewicht gegen John Mugabi.
1977 wurde er Zweiter der englischen Meisterschaften, 1978 gewann er im Halbmittelgewicht.

## Profi
Im Anschluss wurde er Profi unter dem berühmten Trainer Brendon Ingle (trainierte auch Naseem Hamed) und wurde mit einem KO über einen mittlerweile 34-jährigen Ayub Kalule in einem Europameisterschaftskampf endgültig als Weltklassemann im Mittelgewicht anerkannt.
Sein Kampfname "Bomber" war aber völlig unpassend, er war ein Konterboxer mit eher durchschnittlichem Punch, wechselte als so genannter "Switchhitter" manchmal die Auslage.
Er hatte schon den Vertrag mit Iran Barkley um die WM unterschrieben, als er von Sumbu Kalambay sensationell geschlagen wurde.
Erst 1989 konnte er einen WM Kampf erreichen und unterlag Mike McCallum (der ebenfalls seine einzige Niederlage gegen Kalambay bezogen hatte) knapp nach Punkten.
1990 forderte er Julian Jackson heraus, beherrschte ihn über drei Runden lang nach Belieben, bevor er unbedingt einen K. o. erzielen wollte, wild angriff und in einen der berühmtesten K.o.s aller Zeiten reinlief. Als Jacksons rechter Haken an seinem Kinn einschlug, war er schon im Stehen k.o. und fiel wie vom Blitz getroffen um.
Einen Rückkampf gegen Kalambay verlor er laut Punktrichtern in Italien, das Ergebnis wurde in England als Skandal bewertet, den nächsten Kampf verlor er allerdings gegen seinen limitierten Landsmann Grant durch K. o. und hörte vorerst auf.
Bei einem Comeback im Supermittelgewicht 1996/97 knockte er den kanadischen Olympiateilnehmer Chris Johnson aus und schlug Vinnie Pazienza nach Punkten. In einem Titelkampf gegen Charles Brewer erzielte er zwei Niederschläge und führte nach Punkten, bevor Brewer in der zehnten Runde der K.-o.-Sieg gelang. Jetzt hörte er endgültig auf.